# 더 게이머
《더 게이머》는 성상영, 상아가 네이버 웹툰에서 연재하고 있는 웹툰이다.
더 게이머 판타지아 집필 이후에 현대 판타지 유행에 따라 나온 작품인 더 게이머 오리진이 원작이다.

## 스토리
한지한이라는 한 학생이 게임능력을 가지면서 일어나는 이야기.

### 지금까지 일어난 일
'더 게이머' 한지한은 게임능력을 가지게 되면서 자기와 비슷하게 하나의 능력을 가진 사람들의 세상 더 어비스 알게 되고 여러 사람들을 알게 된다.

### 등장인물
- 한지한

'더 게이머'라는 능력을 가진 고등학생. 게임폐인이라 게임능력을 얻게된다.초반에는 무시하는 사람들이 많았다.(환성곤,권시연등) 신선일과의 수련으로 점점 더 강해진다. 꼼수가 특징이다. 주로 쓰는 기술은 무한의 마력 화살, 땅의 정령소환, 비행, 연혼요상결, 마력방패, 마나보호막, 천부삼재심공, 염동력.
- 신선일

한지한의 친구. 유일한 친구는 지한이다. 천부문의 차기 문주. 지한이 더 게이머의 능력을 가진것을 알게되자 그를 도와준다.
- 환성곤

한지한이 다니는 학교에 화학선생님으로 근무하고 있다. 흑소환사이다. 딸인 환성아가 흑마의 침습이라는 이계의 영향을 받는 검은 영혼을 타고나 생명력을 잃어가는 것을 막기 위해 자신의 근원을 딸에게 전해주는
금술을 사용하면서까지 딸의 생명을 연장시켰다. 연장 시키는 동안 여러 준비를 하여 북한산에서 딸을 완치시킨다. 금술을 사용한 대가로 약해진 틈을 타 북한산으로 회사가 침공을 해왔지만 지한이의 능력으로 완치가 된 후 회사를 궤멜시킨다.
지한이를 은인으로 여긴다. 어비스에선 검은 악마로 불리는 SSS급(트리플S)의 강자. 상대방을 흡수하여 자신을 강화시키는 능력을 가졌다.
- 환성아

환성곤의 딸. 이계의 마력의 영향을 지속적으로 받는 검은 영혼을 타고났다. 아버지와 마찬가지로 북한산에서 완치 후 지한이를 은인으로 여기고 있다. 지한이에게 호감을 가지고 있다.(아주 많이)
- 권시연

한지한 신선일 하고 같은학교에 다니는 여학생이다. 소속은 연혼문. 사용하는 능력은 연혼권. 혼을 태워 힘을 얻는 무술로 리스크가 있지만 그만큼 강한 무술이다.
한지한하고 예전에는 어색한 사이였지만 지금68화부터 2부5화까지 한지한하고 같이다니면서 파티중. 한지한에게 호감을 가지고 있다.(아주 많이)
- 로리키아노

학살의 마녀라고 불리고있으며 원래는 북유럽에서 활동중이지만 환성곤의 의뢰로 환성곤과 협력했다. 학살의 마녀라고 부르는 이유는 B급이하의 어비스 사람들을 한꺼번에 없애는 마법을 다룰 수 있기 때문이다.
생명력을 거두는 마법이기 때문에 B급이하는 즉사한다. A급이상을 상대할 땐 거둬들인 생명력을 대가로 악마를 소환한다. 북한산 이후 지한이를 제자로 받아들인다. 지한이에게 한 때 호감을 가지고 있다.
- 호르피티아 아흘팅

학살의 마녀와 같이다니는 아저씨. 드루이드의 능력을 사용하면서 직접적인 전투능력을 가진 드루이드 워리어. 오크나무를 자라나게 하는 오크의 나무의 찬가로 학살의 마녀를 보조하거나 직접적인 전투를 행하며 학살의 마녀를 보호한다.
- 반장(김유진)

한지한과 같은 반이고, 대미궁 시대라는 모바일 게임을 통해 우연히 어비스로 넘어오게 된다.한지한의 도움을 받고 있다. 독자들에게 "왜 이렇게 한지한에게 버스를 타냐"고 욕을 제일 많이 먹는 인물이다. 현재 한지한에게 호감을 가지고 있다.
- 하렘왕

어비스 9개의 최강 세력 나인스 게이트를 혼자서 상대할 수 있다는 어비스의 절대자. 무슨이유에선지 지한이를 두둔하고 있다. 어비스 전체에 지한이를 건드리면 친히 없애버리겠다고 엄포를 놓았다.
주인공 한지한이 회사에 공격 당한 일에 분노하게 된다.
- 신선오

선일이의 할아버지. 천부문의 문주이다. 지한이게게 능력이 생긴 것을 알고 천부문의 기초무공을 전수 해주고 선일이에게 수련시켜주라고 한다.
- 풍세영

선일이의 사촌누나. 천부문의 풍귀. 지한이를 놀리는 것을 좋아한다. 선일이에게 부탁받고 지한이에게 검술수련을 시킨다.
- 비정규직 마법사

실루엣만 나온 캐릭터. 서울은 천부문, 연혼문, 비정규직 마법사의 영역이었으나 무슨 이유에선지 잠적했다. 잠적이후 떨거지들이 난리치고 있으며 천부문이나 연혼문과 세력을 같이 하고 있는 걸로 보아 상당한 실력자. 실제로 선일이도
강하다고 했다.
- 회사

북한산에서 환성곤을 공격했다.  회사가 환성곤을 공격할 때 한지한이 참견해서 회사가 공격한 이유로 하렘왕이 분노하기도 했다. 회사가 환성곤에게 밀리지 않는걸 보면 꽤 강한듯 하다.

## 논란
스토리 작가와 그림 작가 사이의 이익배분에 관하여 논란이 일어나서 작가가 직접 해명하는 사건까지 일어나게 되고 한 회의 평균별점이 8,9점에서 4점까지 떨어지기도 했다.
> 허나 이 문제는 그림작가와 스토리 작가가 이미 합의한 내용이었고, 또 웹툰을 보는 사람들이 판단할 기준이 되지 못해. 지금은 다시 좋아짐 > 논란이후 2~4회정도는 개선되는 모습을 보였으나 이후에는 다시 스토리전개가 원활하지 않아 독자들의 불만이 커졌으나 몇몇은 좋은 반응을 보이고 있다.